# Tabléfono

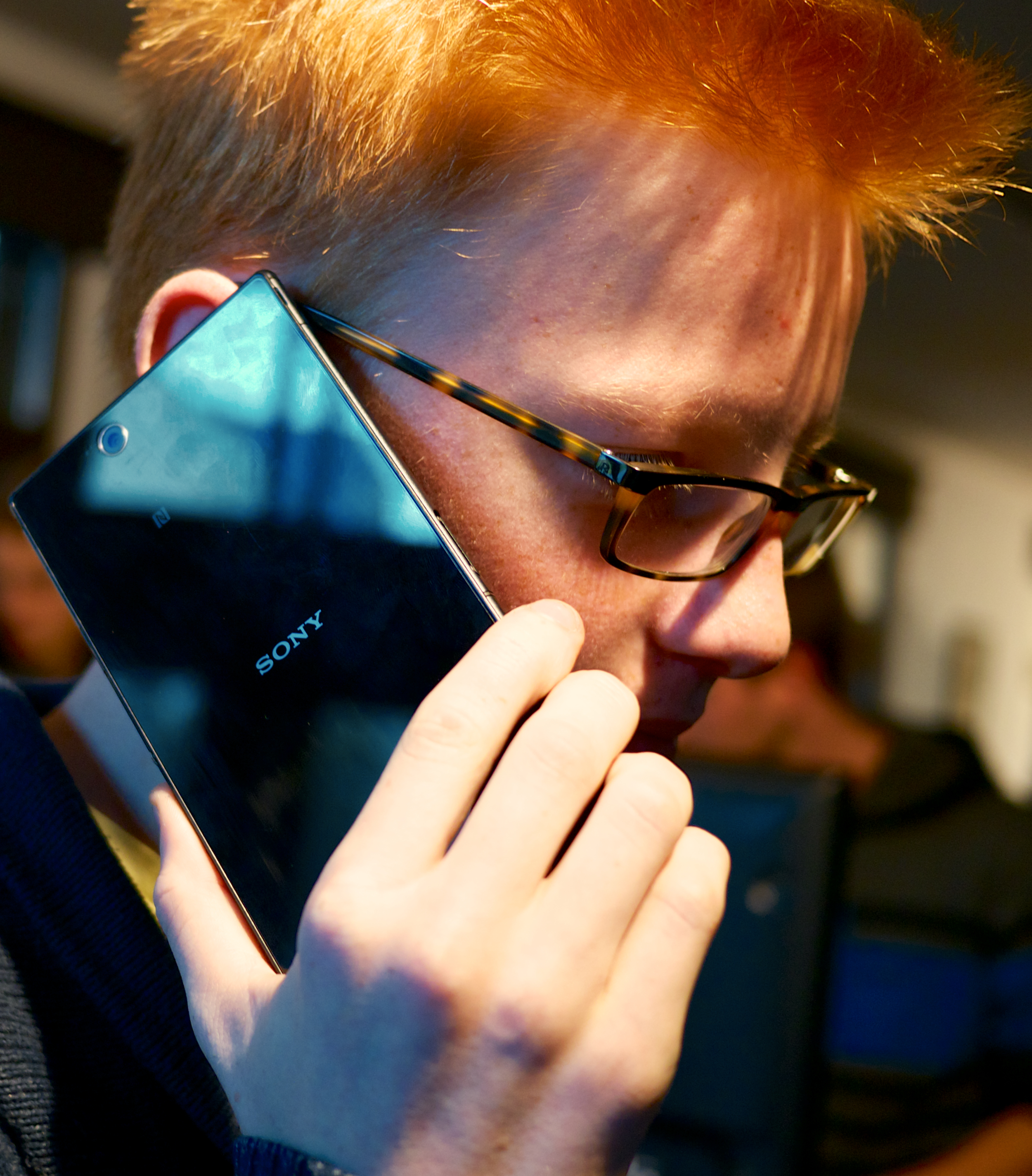
Usuario hablando por un tabléfono de 6,4 pulgadas Sony Xperia Z Ultra

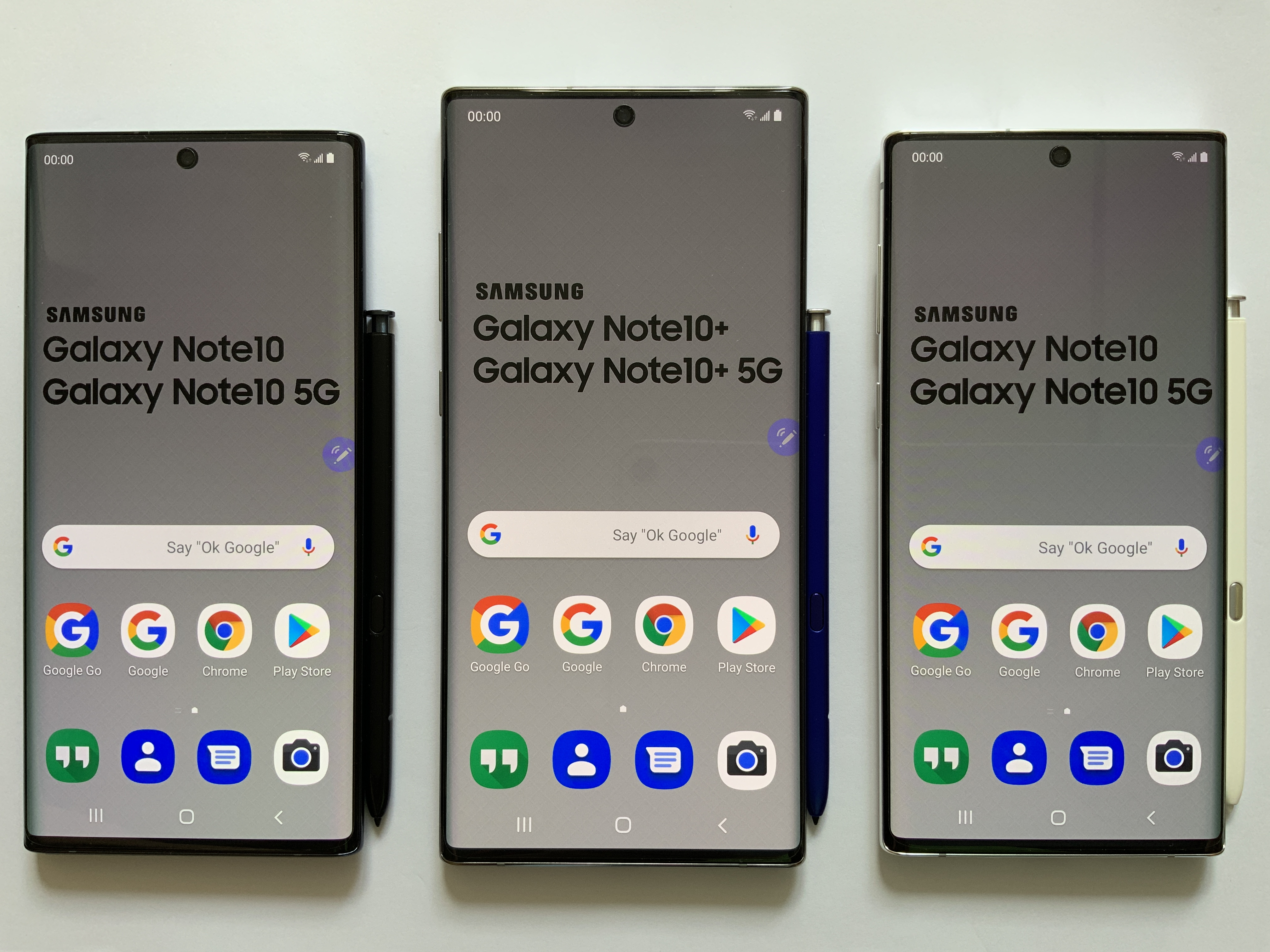
Tabléfono Galaxy Note 10

Tabléfono (contracción de tableta y teléfono) es una alternativa en español al término inglés phablet (contracción de phone y tablet). Se trata de denominaciones informales utilizadas para designar dispositivos electrónicos, móviles o portátiles, con pantallas táctiles entre 5.5 y 7 pulgadas aproximadamente, y con múltiples prestaciones de hardware y software.
El primer terminal considerado como phablet fue el  *  Samsung Galaxy Note  de Samsung (N7000 en Europa), presentado en octubre de 2011, que tenía una pantalla de 13.5 cm (5.3 pulgadas).
Esta clase de dispositivos combina las funcionalidades y capacidades de un teléfono inteligente con una tableta, y puede incorporar un estilete digital. La definición de phablet ha cambiado en los últimos años debido a la proliferación de pantallas más grandes en los teléfonos inteligentes convencionales y los teléfonos inteligentes diseñados con biseles delgados y / o pantallas curvas para hacerlos más compactos que otros dispositivos con tamaños de pantalla similares. Por lo tanto, un dispositivo con una pantalla del "tamaño de un phablet" no necesariamente se considera así. Por lo general, las versiones Note de Samsung son consideradas Phablet, pues son más grandes que los S convencionales de alta gama.